# 빗버킷
빗버킷(Bitbucket)은 아틀라시안 소유의 웹 기반 버전 관리 저장소 호스팅 서비스로서, 깃(2011년 10월 이후) 버전 관리 시스템을 사용하는 소스 코드 및 개발 프로젝트를 대상으로 한다. 빗버킷은 상용 플랜과 무료 계정을 동시에 제공한다. 2010년 9월 기준으로 무료 계정의 경우 무제한 수의 개인 저장소(무료 계정의 경우 최대 5명의 사용자 보유 가능)를 제공한다. 빗버킷은 지라, 힙챗, 컨플루언스, 밤부 등의 기타 아틀라시안 소프트웨어와 연동된다.
머큐리얼(2020년 6월 1일 이후)의 경우 지원이 제거되었다.
빗버킷은 3개의 디플로이먼트 모델이 있다: 클라우드(Cloud), 빗버킷 서버(Bitbucket Server), 데이터 센터(Data Center).
빗버킷은 2008년 독립된 스타트업에서 개발하기 시작하였고, 2010년에 아틀라시안에 인수되었다. 2015년에 아틀라시안은 스태시(stash)를 빗버킷 서버(Bitbucket server)로 개명하였다.

## 같이 보기
- 아틀라시안
- 분산 버전 관리
- 깃 (소프트웨어)
- 깃허브
- Gitea
- 깃랩
- 버전 관리